# Blattidae
Los blátidos (Blattidae) son una familia de insectos del orden Blattodea (cucarachas). Contiene muchas cucarachas domésticas comunes.

## Géneros
Tiene las siguientes subfamilias:
- Archiblattinae
- Blattinae
- Macrocercinae
- Polyzosteriinae

Con los géneros que se relacionan:
- Anamesia - Angustonicus - Apterisca - Archiblatta - Blatta - Brinckella - Cartoblatta - Catara - Celatoblatta - Cosmozosteria - Deropeltis - Desmozosteria - Dorylaea - Drymaplaneta - Duchailluia - Eppertia - Eroblatta - Eumethana - Eurycotis - Euzosteria - Hebardina - Henicotyle - Homalosilpha - Leptozosteria - Macrocerca - Macrostylopyga - Maoriblatta - Megazosteria - Melanozosteria - Methana - Mimosilpha - Miostylopyga - Neostylopyga - Pallidionicus - Pellucidonicus - Pelmatosilpha - Periplaneta - Platyzosteria - Polyzosteria - Protagonista - Pseudoderopeltis - Pseudolampra - Punctulonicus - Rothisilpha - Scabina - Scabinopsis - Shelfordella - Temnelytra - Thyrsocera - Zonioploca